# 容城县 (唐朝县份)
容城县，中国古县名。
唐垂拱二年（686年）武则天以犯其祖武华名讳，改华容县为容城县，治所在今湖南省华容县。属岳州。神龙元年（705年）复为华容县。